# Circuit d'Issoire
Le circuit d'Issoire est un circuit automobile français situé à Issoire dans le département du Puy-de-Dôme, en région Auvergne-Rhône-Alpes.